# Slaměný klobouk (divadelní hra, 1934)

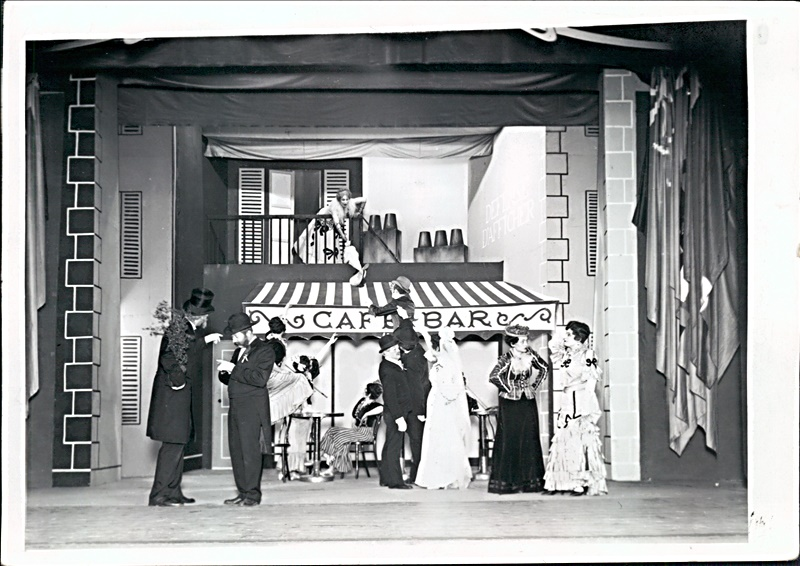
Obraz osmý - Klobouk najde hlavu. Voskovec s Werichem ji popsali takto: Ulice před Fadinardovým domem. Pařížská ulička s barevnými domy, jejichž okna jsou zakryta okenicemi. V pozadí kavárnička s pruhovanou plachtou, pod ní stolky a židle. Nad plachtou v prvním poschodí balkon s dveřmi do Fadinardova bytu. Vedle vchod do domu.

Slaměný klobouk, vaudeville o osmi obrazech je 18. divadelní hra autorů Jana Wericha a Jiřího Voskovce s hudbou Jaroslava Ježka, v Osvobozeném divadle. Hra je volným zpracováním podle Labiche a Martina.
Premiéra byla 27. února 1934. Režie Jindřich Honzl, hudba Jaroslav Ježek, choreografie Joe Jenčík, výprava a kostýmy Bedřich Feuerstein. Hra se dočkala 83 představení.

## Charakteristika
V početném repertoáru Osvobozeného divadla z péra Jana Wericha a Jiřího Voskovce zaujímá zvláštní místo trojice her, které jsou adaptací cizích předloh. V+W sahali patrně po cizím vzoru, když bylo potřeba rychle nasadit novinku a když se sami ještě rozmýšleli nad svou další vlastní hrou. Labiche a Martin napsali tuto skvěle konstruovanou situační komedii Chapeau de paille d'Italie již v roce 1850. V+W ji nasadili do repertoáru po mimořádném úspěchu předešlé komedie Osel a stín zřejmě jako oddech po něm a jako tvůrčí výdech před další časovou hrou, kterou bude Kat a blázen. Jednalo se jim v první řadě o vzkříšení secesní atmosféry roku 1900 a teprve potom o Slaměný klobouk. Na tuto hru je jistě přivedl i jiskřivý a ironicky úsměvný film René Claira. Slaměný klobouk se už na českém jevišti objevil v roce 1924, kde ho ve stavovském divadle nastudoval Vojta Novák s výpravou Josefa Čapka. Ředitel Karel Hugo Hilar pozval k pohostinskému účinkování Vlastu Buriana, který hrál Ferdinanda.
V roce 1957 přepsal Werich obnovení Slaměného klobouku pro Divadlo satiry pod názvem Helenka je ráda a v roce 1971 natočil Oldřich Lipský film Slaměný klobouk

## Osoby a premiérové obsazení
| Fadinard, ženich                                  | J. Werich       |
| Felix, jeho sluha                                 | F. Filipovský   |
| Vézinet, strýc a konšel                           | V. Trégl        |
| Emil, poručík spahi na dovolené                   | J. Voskovec     |
| Louisa, dáma své doby                             | E. Hráská       |
| Nonancourt, tchán Fadinardův                      | J. Plachta      |
| Helena, nevěsta                                   | M. Mottlová     |
| Bobin, bratránek                                  | B. Záhorský     |
| Klára, modistka                                   | H. Vítová       |
| Tardiveau, sluha                                  | L. Liška        |
| Baronka de Champigny                              | M. Nademlejnská |
| Generál                                           | K. Hradilák     |
| La Goulue, kankánová diva                         | J. Švabíková    |
| Sluha u baronky                                   | V. Černý        |
| Beauperthuis, ministerský rada                    | F. Černý        |
| Svatebčané                                        | Prček a Vlček   |
| Tanečnice prologu, midinetky, kankánové tanečnice | Jenčíkovy girls |

Děje se v Paříži v roce 1900

## Děj
Pařížský bonviván Karel Fadinard je ve svých čtyřiceti letech finančně na dně. Jediným možným řešením je pro něj sňatek s nezkušenou, avšak zazobanou Helenkou, dcerou zelináře Nonancourta. Ve svatební den se Fadinard naposledy v lesíku sejde se svou milenkou. Jeho kůň nedopatřením sežere slaměný klobouk s vlčími máky jiné dámy, Louise, která je tu se svým milencem, poručíkem Emilem. Protože Louisa se ke svému žárlivému manželovi nemůže vrátit bez klobouku, požaduje Emil na Fadinardovi okamžitou nápravu. Dokonce kvůli tomu i s Louisou dorazí do Fadinardova bytu. A tady začne kolotoč zmatků a nedorozumění. Fadinard neví, zda se nejdřív věnovat nevěstě a jejímu početnému příbuzenstvu, nebo rozzuřenému Emilovi. Ani jedni nechtějí čekat. Proto oba odcházejí do kloboučnictví, ale svatba jim je patách. V kloboučnictví se Fadinard setká se svou bývalou milenkou modistkou Klárou, které Fadinard slíbil, že si ji vezme a pak ji nalhal, že musí nezbytně odjet. Teď jej stále Klára miluje a chce si jej vzít. Fadinard tedy přesvědčí Emila, aby dělal za něj ženicha. Zatím totiž dorazila svatba a všichni si myslí, že jsou na radnici. Fadinard žádá od Kláry klobouk s vlčími máky. Klára mu prozradí, že daný klobouk koupila baronka De Champigny. Všichni se teda vydají k baronce. Ta zrovna očekává zpěváka Nisnardiho. Zatím účelem pozve kankánovou divu La Goulue. Ta měla naopak pletky s Emilem a tudíž se mu těžce kryje Fadinard před Klárou, která sem mezitím dorazila. Náhodou se dozví, že se Fadinard žení a proto si namluví Bobin, bratránka Helenky. Emil slíbí La Goulue, že se s Louisou rozejde a vezme si ji. Svatebčané je opět dostihnou a myslí, že jsou na svatební hostině. Baronka řekne Fadinardovi, že slaměný klobouk s vlčími máky dala své kmotřence Beauperthuisové. Fadinard a Emil se tedy vydají k ministerskému radovi Beauperthuisovi. Ten se ukáže být pravým manželem Louisy a Fadinard mu nedopatřením prozradí kde a s kým byla jeho žena. Svatba je opět dostihne a myslí si, že jsou ve Fadinardově bytě. Fadinard a Emil utíkají k Fadinardově domu. Svatebčané se domnívají, že Fadinard má milenku a chtějí se rozvod. Naštěstí dar strýce Vézineta Helence je slaměný klobouk s vlčími máky. Fadinard ho předá Louise, Nonancourt zamítne rozvod a vyplatí Fadinardovi věno.

## Hudba
Ve hře zazní Secesní valčík, La-la-la, Vyznání lásky, Tři doby země evropské

### Nahrávky
Některé písně a orchestrální skladby byly v roce 1934 zaznamenány na gramofonové desky firmy Ultraphon:
1. Kam asi svět míří - 1900 a 34, Jaroslav Ježek, zpívají V+W, na klavír hraje Jaroslav Ježek, nahráno 8. března 1934
2. Vyznání lásky, Jaroslav Ježek / Voskovec a Werich, zpívají V+W, dirigent Robert Brock, nahráno 7. října 1934[1]